# Альва (село)
Альва (каз. Алуа) — упразднённое село в районе Магжана Жумабаева Северо-Казахстанской области Казахстана. Входило в состав Александровского сельского округа. Исключено из учётных данных в 2024 году.
Код КАТО — 593635200.

## Население
В 1999 году население села составляло 214 человек (115 мужчин и 99 женщин). По данным переписи 2009 года, в селе проживало 146 человек (81 мужчина и 65 женщин).